# لويس برايس (موسيقي)
لويس برايس (بالإنجليزية: Louis Price)‏ هو موسيقي أمريكي، ولد في 29 مارس 1953 في شيكاغو في الولايات المتحدة.

## وصلات خارجية
- لويس برايس على موقع IMDb (الإنجليزية)
- لويس برايس على موقع ميوزك برينز (الإنجليزية)
- لويس برايس على موقع أول ميوزيك (الإنجليزية)
- لويس برايس على موقع ديسكوغز (الإنجليزية)